# Ferenc-Deák-Brücke
Die Ferenc-Deák-Brücke (ungarisch Deák Ferenc híd)  ist eine der neun Straßenbrücken über die Donau in Budapest. Sie ist die südliche Donauquerung des Budapester Autobahnrings und Teil der Europastraßen E60, E71 und E75. Die Brücke wurde am 16. November 1990 dem Verkehr übergeben. Sie wurde nach Ferenc Deák benannt, dem Politiker, der den Österreichisch-Ungarischen Ausgleich auf den Weg gebracht hat.